# 威舎駅
威舎駅（いしゃえき/簡体字: 威舍站）は中華人民共和国貴州省黔西南プイ族ミャオ族自治州興義市威舎鎮光輝社区にある、中国国鉄昆明鉄路局が管轄する駅である。南昆線の始点南寧駅から520km、終点昆明駅から308km、威紅線の終点紅果駅から68km。
本駅は南昆線で最大の操車場であり、また、南昆線で昆明鉄路局が管轄する最東端の駅でもある。